# Oecetis kagerana
Oecetis kagerana är en nattsländeart som först beskrevs av Douglas E. Kimmins 1956.  Oecetis kagerana ingår i släktet Oecetis och familjen långhornssländor. Inga underarter finns listade i Catalogue of Life.